# Острова Кука на летних Олимпийских играх 2020
Острова Кука на летних Олимпийских играх 2020 года были представлены 6 спортсменами, которые выступили в 3 видах спорта. Знаменосцем сборной на церемонии открытия Игр стали пловцы Уэсли Робертс и Кирстен Фишер-Марстерс. По итогам соревнований сборная Островов Кука, принимавшая участие в своих девятых летних Олимпийских играх, осталась без медалей.

## Состав сборной
Гребля на байдарках и каноэ
 Гребля на гладкой воде
1. Коль Хортон
2. Джейд Тирни

 Гребной слалом
1. Джейн Николас

 Лёгкая атлетика
1. Алекс Беддос

 Плавание
1. Уэсли Робертс
2. Кирстен Фишер-Марстерс

## Результаты соревнований

### Водные виды спорта

#### Плавание
Мужчины
| Дистанция                 | Спортсмены    | Предварительный раунд | Предварительный раунд | Предварительный раунд | Полуфинал            | Полуфинал            | Полуфинал            | Финал                | Финал                |
| Дистанция                 | Спортсмены    | Заплыв                | Результат             | Место                 | Заплыв               | Результат            | Место                | Результат            | Место                |
| ------------------------- | ------------- | --------------------- | --------------------- | --------------------- | -------------------- | -------------------- | -------------------- | -------------------- | -------------------- |
| 200 метров вольным стилем | Уэсли Робертс | 1                     | 1:50,41               | 37                    | завершил выступление | завершил выступление | завершил выступление | завершил выступление | завершил выступление |
| 400 метров вольным стилем | Уэсли Робертс | 2                     | 3:55,65               | 30                    | не проводится        | не проводится        | не проводится        | завершил выступление | завершил выступление |

Женщины
| Дистанция         | Спортсмены             | Предварительный раунд | Предварительный раунд | Предварительный раунд | Полуфинал             | Полуфинал             | Полуфинал             | Финал                 | Финал                 |
| Дистанция         | Спортсмены             | Заплыв                | Результат             | Место                 | Заплыв                | Результат             | Место                 | Результат             | Место                 |
| ----------------- | ---------------------- | --------------------- | --------------------- | --------------------- | --------------------- | --------------------- | --------------------- | --------------------- | --------------------- |
| 100 метров брасом | Кирстен Фишер-Марстерс | 2                     | 1:13,98               | 36                    | завершила выступление | завершила выступление | завершила выступление | завершила выступление | завершила выступление |

### Гребля на байдарках и каноэ

#### Гребля на гладкой воде
Мужчины
| Соревнование                | Спортсмены  | Предварительный раунд | Предварительный раунд | Предварительный раунд | Четвертьфинал | Четвертьфинал | Четвертьфинал | Полуфинал            | Полуфинал            | Полуфинал            | Финал                | Финал                | Итоговое место |
| Соревнование                | Спортсмены  | Заплыв                | Время                 | Место                 | Заплыв        | Время         | Место         | Заплыв               | Время                | Место                | Время                | Место                | Итоговое место |
| --------------------------- | ----------- | --------------------- | --------------------- | --------------------- | ------------- | ------------- | ------------- | -------------------- | -------------------- | -------------------- | -------------------- | -------------------- | -------------- |
| каноэ-одиночки, 200 метров  | Коль Хортон | 1                     | 40,061                | 4                     | 1             | DNF           | —             | завершил выступление | завершил выступление | завершил выступление | завершил выступление | завершил выступление | —              |
| каноэ-одиночки, 1000 метров | Коль Хортон | 1                     | 4:24,679              | 6                     | 1             | 4:39,138      | 6             | завершил выступление | завершил выступление | завершил выступление | завершил выступление | завершил выступление | —              |

Женщины
| Соревнование               | Спортсмены  | Предварительный раунд | Предварительный раунд | Предварительный раунд | Четвертьфинал | Четвертьфинал | Четвертьфинал | Полуфинал             | Полуфинал             | Полуфинал             | Финал                 | Финал                 | Итоговое место |
| Соревнование               | Спортсмены  | Заплыв                | Время                 | Место                 | Заплыв        | Время         | Место         | Заплыв                | Время                 | Место                 | Время                 | Место                 | Итоговое место |
| -------------------------- | ----------- | --------------------- | --------------------- | --------------------- | ------------- | ------------- | ------------- | --------------------- | --------------------- | --------------------- | --------------------- | --------------------- | -------------- |
| каноэ-одиночки, 200 метров | Джейд Тирни | 1                     | 48,271                | 6                     | 1             | 49,290        | 8             | завершила выступление | завершила выступление | завершила выступление | завершила выступление | завершила выступление | —              |

#### Гребной слалом
Женщины
| Соревнование      | Спортсмены    | Предварительный этап | Предварительный этап | Предварительный этап | Предварительный этап | Предварительный этап | Предварительный этап | Предварительный этап | Полуфинал             | Полуфинал             | Полуфинал             | Полуфинал             | Финал                 | Финал                 | Финал                 | Финал                 |
| Соревнование      | Спортсмены    | 1 попытка            | 1 попытка            | 1 попытка            | 2 попытка            | 2 попытка            | 2 попытка            | Место                | Полуфинал             | Полуфинал             | Полуфинал             | Полуфинал             | Финал                 | Финал                 | Финал                 | Финал                 |
| Соревнование      | Спортсмены    | Время                | Штраф                | Итог                 | Время                | Штраф                | Итог                 | Место                | Время                 | Штраф                 | Итог                  | Место                 | Время                 | Штраф                 | Итог                  | Место                 |
| ----------------- | ------------- | -------------------- | -------------------- | -------------------- | -------------------- | -------------------- | -------------------- | -------------------- | --------------------- | --------------------- | --------------------- | --------------------- | --------------------- | --------------------- | --------------------- | --------------------- |
| байдарки-одиночки | Джейн Николас | 148,17               | 2                    | 150,17               | 116,10               | 4                    | 120,10               | 21 Q                 | 138,84                | 6                     | 144,84                | 22                    | завершила выступление | завершила выступление | завершила выступление | завершила выступление |
| каноэ-одиночки    | Джейн Николас | 145,95               | 6                    | 151,95               | 143,74               | 62                   | 205,74               | 21                   | завершила выступление | завершила выступление | завершила выступление | завершила выступление | завершила выступление | завершила выступление | завершила выступление | завершила выступление |

### Лёгкая атлетика
Мужчины
Беговые дисциплины
| Дисциплина        | Спортсмен    | Предварительный раунд | Предварительный раунд | Предварительный раунд | Четвертьфиналы       | Четвертьфиналы       | Четвертьфиналы       | Полуфиналы           | Полуфиналы           | Полуфиналы           | Финал                | Финал                |
| Дисциплина        | Спортсмен    | Забег                 | Время                 | Место                 | Забег                | Время                | Место                | Забег                | Время                | Место                | Время                | Место                |
| ----------------- | ------------ | --------------------- | --------------------- | --------------------- | -------------------- | -------------------- | -------------------- | -------------------- | -------------------- | -------------------- | -------------------- | -------------------- |
| бег на 800 метров | Алекс Беддос | 2                     | 1:47,26 NR            | 7                     | завершил выступление | завершил выступление | завершил выступление | завершил выступление | завершил выступление | завершил выступление | завершил выступление | завершил выступление |